# ناوكي ياماموتو
ناوكي ياماموتو (باليابانية: 山本尚貴 ) (و. 1988  م) هو مهندس، وسائق سيارة سباق ياباني، ولد في أوتسونوميا، توتشيغي.

## روابط خارجية
- ناوكي ياماموتو على موقع DriverDB.com (الإنجليزية)